# Loreleia
Loreleia Redhead, Moncalvo, Vilgalys & Lutzon – rodzaj grzybów z klasy pieczarniaków (Agaricomycetes). W Polsce występują dwa gatunki.

## Systematyka i nazewnictwo
Pozycja w klasyfikacji według Index Fungorum: Incertae sedis, Incertae sedis, Incertae sedis, Agaricomycetes, Agaricomycotina, Basidiomycota, Fungi.
Gatunki:
- Loreleia marchantiae (Singer & Clémençon) Redhead, Moncalvo, Vilgalys & Lutzoni 2002 – tzw. pępóweczka wątrobowcowa
- Loreleia postii (Fr.) Redhead, Moncalvo, Vilgalys & Lutzoni 2002 – tzw. pępóweczka pomarańczowa
- Loreleia roseopallida (Contu) Redhead, Moncalvo, Vilgalys & Lutzoni 2002

Wykaz gatunków i nazwy naukowe na podstawie Index Fungorum. Nazwy polskie według Władysława Wojewody.